# Onychium (rivista)
Onychium (IPA: /oˈnikjum/; ) è una rivista scientifica open access, che pubblica articoli riguardanti tutte le aree dell'entomologia, ma che accetta anche contributi concernenti aracnidi, miriapodi e crostacei terrestri, edita dal Nuovo Gruppo Entomologico Toscano.
Nei primi 14 numeri pubblicati sono stati descritti 130 nuovi taxa (3 generi, 3 sottogeneri e 124 specie), di cui 40 relativi  agli Hymenoptera (Tiphiidae), 39 ai Coleoptera (30 Staphylinidae, 3 Buprestidae, 2 Curculionidae, 1 Brentidae, 1 Chrysomelidae, 1 Heteroceridae, 1 Histeridae), 24 agli Scorpiones (13 Scorpionidae, 6 Buthidae, 3 Caraboctonidae, 1 Chactidae e 1 Euscorpiidae), 22 ai Diptera (13 Phoridae e 9 Asilidae), 3 agli Isopoda (2 Eubelidae e 1 Armadillidae) e 2 ai Neuroptera (Myrmeleontidae).
Dopo il volume 14, uscito nel 2018, ha ripreso la sua pubblicazione con i volumi 15 del 2022 e 16 del 2023.